# Estnisch-polnische Beziehungen
Estnisch-polnische Beziehungen sind die außenpolitischen Beziehungen zwischen Estland und Polen. Die beiden Länder haben eine gemeinsame Geschichte, sie haben jedoch derzeit keine gemeinsame Grenze. 
Estland gehörte ursprünglich zu Dänemark bzw. zum Schwertbrüderorden und später zum Deutschen Orden, den der polnische Seniorherzog Konrad von Masowien ins Baltikum geholt hatte. Nach der Union von Krewo entstand im 14. Jahrhundert die polnisch-litauische Personalunion unter den Jagiellonen, die 1569 in der Union von Lublin in eine Realunion umgewandelt wurde. Das südliche Estland gehörte seit dem 16. Jahrhundert als Lehen zu Polen-Litauen. Durch die Schwedenkriege ging es 1621 für Polen-Litauen verloren. Die Zweite Polnische Republik erkannte die Unabhängigkeit Estlands bereits im Januar 1921 an. 1922 schlossen Polen, Lettland, Estland und Finnland einen Freundschaftsvertrag in Warschau, den Baltischen Bund. Polen hatte eine Botschaft in Tallinn, Lettland eine Botschaft in Warschau. Nach dem Ausbruch des Zweiten Weltkriegs musste Estland auf sowjetischen Druck die Beziehungen zur Polnischen Exilregierung abbrechen. Zuvor war das polnische U-Boot Orzeł im September 1939 in den Hafen von Tallinn eingelaufen und später trotz Internierung zu den Westalliierten geflohen. Nach dem Ende des Kalten Krieges und der Unabhängigkeit Estland nahmen beide Staaten wieder diplomatische Beziehungen auf.
Zur polnischen Minderheit in Lettland bekennen sich einige Tausend Personen, zur estnischen Minderheit in Polen mehrere Tausend in den großen Städten. 
Polen besitzt eine Botschaft in Tallinn. Estland hat eine Botschaft in Warschau.